# Македонска православна църква – Охридска архиепископия
Вижте пояснителната страница за други значения на Охридска архиепископия.
Македонската православна църква – Охридска архиепископия (на македонска литературна норма: Македонска православна црква — Охридска архиепископија) е поместна православна църква в Република Северна Македония, обособила се като самостоятелна църковна организация през 1945 година и самопровъзгласила се за автокефална църква на 17 юли 1967 година в Охрид, в рамките на тогавашна СФР Югославия. До 2022 г. се намира под схизма, наложена от Сръбската църква, заради обвинения че се обявява за автокефална едностранно в разрез с православната църковна традиция без съгласие на „църквата-майка“ и в нарушение на утвърдения каноничен ред. През ноември 2017 година Светият синод на Македонската православна църква – Охридска архиепископия, начело с архиепископ Стефан, се обръща с писмо до Светия синод в София с предложение да признае Българската православна църква (БПЦ)-Българска патриаршия за своя църква-майка ако тя съдейства за вдигане на схизмата и нейното признание пред другите поместни православни църкви. На това предложение БПЦ реагира положително и с добронамереност да съдейства за получаване на каноничен статут за МПЦ, но сдържано и дипломатично като не се съгласява с името „Охридска архиепископия“ и не допуска да влезе в евхаристийно общение с МПЦ едностранно поради липсата все още на признат каноничен статут и наличието на известен руски патриаршески натиск. През 2022 година МПЦ – ОА е призната за канонична поместна църква от Вселенската патриаршия като Охридска архиепископия и от Сръбската патриаршия като МПЦ-ОА. В решението се дава препоръка и предложение за уточняване на каноничните въпроси и следващи стъпки за решаване на спорове и уточняване на името до получаване на томос за автокефален статус и окончателното признание на МПЦ – ОА в семейството на Вселенското православие и вписване в диптиха на автокефалните поместни църкви.
През 2023 година се приема решение за обединение на МПЦ с отделилата се от нея и намираща се под сръбска църковна власт Православна Охридска Архиепископия (ПОА), начело с епископ Йован Вранишковски.

## Предистория
Християнството в днешните земи на Северна Македония прониква още от апостолско време,  а през IV век вече има изградена църковна организация с епископи. Един от ранните църковни учители, епископи и светци, който е почитат и до днес, е Свети Еразъм Охридски, който е бил мисионер и духовен подвижник в отшелническа пещера близо до Охридското езеро. Древни епископски центрове с големи базилики или мартириуми има в Стоби, Тивериупол, Лихнидос (Охрид) и други антични градове и крепости.  
С идването на славяните по времето на император Юстиниан Велики през VI век започва и тяхното постепенно покръстване и християнизиране, а с императорски указ е създадена и организирана църковна област с автокефална архиепископия, обхващаща родните места на император Юстиниан Велики (земите между Скопие и Битоля), наречена „Юстиниана Прима“. През IX век земите на днешна Македония са включени в състава на Първото българско царство и след покръстването и организирането на самостойната Българска църква княз Борис изпраща Климент Охридски и Наум Преславски в Кутмичевица. Те създават с подкрепа на българската държава големи манастири и книжовни средища за християнска църковна книжнина на старобългарски език и обучение на свещеници в Охридската книжовна школа. През 893 година Климент е ръкоположен за Велички епископ, а неговата епархия в състава на диоцеза на Българската църква се намира в земите около Охрид и днешна Северна Македония. Българската патриаршия с център в столицата Преслав премества своето седалище по време на управлението на българския владетел Самуил от Дръстър през Средец в западните предели на държавата и себустановява в градовете Преспа и Охрид като продължава своето съществуване и по време на войните с византийците за запазване на независимостта на Българското царство. 
След падането на България под византийска власт през 1018 г. с указите на император Василий II от 1019 г. Българската Патриаршия е понижена в ранг и обявена за Българска автокефална архиепископия със седалище в Охрид, последната българска столица и тогавашно седалище на българския патриарх.
За пръв архиепископ е избран българинът Йоан Дебърски, който е игумен на манастира „Св. Йоан Предтеча“ известен и до днес като една от най-големите монашески обители в РС Македония, т.нар. Бигорски манастир. Постепенно византийските власти започват да налагат за архиепископи на „Охридската архиепископия на цяла България“ архиереи от гръцки произход, сред които най-видно място заема Блажени Теофилакт Охридски. 
По време на османското владичество над Балканите Охридската архиепископия (наричана понякога патриаршия) запазва самостоятелността си, но враждата на Цариградската патриаршия срещу нея завършва с премахването на самостоятелността на Охридската архиепископия и нейното закриване през 1767 г. Борбата срещу този неканоничен акт от страна на българите от Охрид и другите български градове полага началото на движението за възстановяване на църковната независимосист на българите в Османската империя и води до учредяване на Българската екзархия. На Първия църковно-народен събор в Цариград през 1871 година представители на българските църковни общини от епархиите в Македония са допуснати да се присъединят по тяхно желание към Българската екзархия. Като представител на църковните общини от Битоля и Прилеп в църковния събор е приет Методи Кусев от гр. Прилеп, който по-късно става Велички епископ и Старозагорски митрополит.  След проведено народно допитване и свободни плебисцити сред християнското население в Македония повечето епархии се присъединяват доброволно към диоцеза и управлението на Българската екзархия. През 1872 г. Натанаил Охридски е ръкоположен и избран за пръв български митрополит в Охрид, след като населението там гласува за присъединяване към възстановената Българска Екзархия. 
След като Вардарска Македония е окупирана от Сърбия през 1912 година и остава в състава на Сръбското кралство след Балканските войни и Първата световна война българските митрополити са изгонени, а тамошните епархии на Българската Екзархия насилствено са присъединени към Сръбската православна църква. Кралство Югославия след Първата световна война предава крупна сума на Цариградската патриаршия, под формата на формално дарение, в замяна на което предявява претенции да е „откупило“ правото да владее епархиите на Българската екзархия и предприема „сръбска църковна колонизация“ в областите с българско население в Македония. 
По времето на българско управление в Македония през Втората световна война епархиите на Българската екзархия във Вардарска Македония са възстановени. За свещеници и пастири на вярващите са изпратени духовници от Македония, които управляват църковните дела заедно с местните православни свещеници. За Стумишки митрополит е определен Неврокопски митрополит Борис, който е роден в с. Гявато, Битолско. Западният дял от Вардарска Македония е окупиран от Италия и преминава под юрисдикцията на Албанската православна архиепископия. През 1943 г. в региона навлизат югославски партизани и започва пропагандирането на македонизма, който е идеологически продукт на Коминтерна за промяна на националната идентичност и самосъзнание на българското население в Македония и предвижда създаването на отделни македонски език и национални институции.

## Създаване
След Деветосептемврийския преврат в 1944 година е предприето изтегляне на българската администрация и представителите на Българската православна църква от епархиите във Вардарска Македония. Българските архиереи и архиерейски наместници там обаче подготвят предаването и поемането на управлението на епархиите на инициативни комитети от местни свещеници, които да се самоорганизират и да изградят самостоятелна църковна организация на поместната православна църква в бъдещата съюзна Република Македония. Така през месец октомври 1944 г. в село Врановци, Гостиварско е свикан Инициативен комитет от свещеници за организиране на Македонска православна църква. На 13 ноември 1944 г. след превземането от страна на Българската армия на Скопие, градът е предаден на югославските партизани и група местни свещеници се настаняват в опразнената сграда на митрополията. След края на войната и създаването на СР Македония в рамките на Югославия, на 4 март 1945 година в Скопие се провежда първия църковно-народен събор, на който е взето решение за възстановяването на "Охридска архиепископия (патриаршия)|Охридската архиепископия, но вече като „национална“ Македонска православна църква. Това решение е представено на Архиерейския събор на Сръбската православна църква, под чиято опека се намира тогава македонското духовенство, но той категорично го отхвърля. Този отказ от страна на Сръбската патриаршия кара македонските клирици да втърдят позициите си и да настояват от автономна архиепископия бъдещата МПЦ да бъде призната за отделна самостойна и автокефална църква. Това искане отново бива отхвърлено от сръбските владици. Така на 4 октомври 1958 година в Охрид е свикан втори църковно-народен събор, на който е прието предложението за възстановяване на Охридската ариепископия. За първи предстоятел на МПЦ е избран епископ Доситей като първойерарх и архиепископ на възобновената Охридска архиепископия в СФР Македония.

## Дейност
Архиерейският събор на СПЦ под натиска на югославски комунистически функционери се съгласява с решенията на Македонския църковно-народен събор. Така на 19 юли 1959 година самостоятелността на македонската църква с ранг на архиепископия е потвърдена с обща литургия между сръбския патриарх Герман и епископ Доситей в скопската църква „Свети Мина“. По-късно е конституиран и Синодът на МПЦ според Устава ѝ и другите административни органи в Архиепископията и епархиите.
През 1966 година отношенията между СПЦ и самостоятелната Охридска македонска архиепископия (МПЦ) отново се влошават. Така на 17 юли 1967 година в Охрид е свикан Третият църковно-народен събор, на който Македонската православна църква се самопровъзгласява за автокефална в разрез с православната църковна йерархия и канони.
През всичките тези години Българската патриаршия и лично Българският патриарх Кирил подкрепят самостойната Македонска православна църква и съдействат за нейното развитие чрез предоставяне на свето миро и подкрепа за развитие на духовните учебни заведения за подготовка на образовани свещеници. 
След обявяване на независимостта на Северна Македония през 1991 г., започва обновление на монашеския живот и търсене на нова идентичност и ново признание на МПЦ. На 12 ноември 2009 година Македонската православна църква добавя към името си „Охридска архиепископия“, като гербът и знамето също са променени. Започват преговори със Сръбската патриаршия за признаване на автокефалията на МПЦ, които завършват с неуспех като малка група духовници, начело с епископ Йован Вранишковски, след неуспеха на Нишкия договор, приемат автнономията, която СПЦ е склонна да даде на МПЦ и се отделят в отделна църковна структура, наречена ПОА (Православна охридска архиепископия) подчинена на Сръбската патриаршия. 
След договора за добросъседство и приятелство между Република България и Република Северна Македония от 2017 година се засилва желанието за сближаване между БПЦ и МПЦ и много македонски православни духовници – някои митрополити и монасите от Бигорския манастир, инициират контакти и преговори с български синодални архиереи. След посещения и разговори с почти всички митрополити в България през лятото на 2017 година се оформя инициатива за официално обръщане от страна на ръководството на МПЦ към Българската патриаршия с молба за застъпничество пред другите поместни православни църкви за решаване на „македонския църковен въпрос“ и премахване на схизмата, наложена върху нея от Сръбската църква. 
През ноември 2017 г. Светият синод на Македонската православна църква се обръща с официално писмо към Българската патриаршия като изразява готовност да признае Българската православна църква за своя църква-майка ако тя се застъпи за преодоляване на разкола и признаване на нейната автокефалия. Българската патриаршия изразява благосклонност и подкрепа за каузата за вдигане на схизмата и готовност да съдейства за поставяне на македонския църковен въпрос за неговото решаване по каноничен ред пред другите поместни православни църкви. 
От началото на 2018 година обаче този въпрос попада в контекста на украинския казус и влошените отношения между Цариградската и Московската патриаршии, което влошава отношенията на междуправославно равнище.
При посещението на Руския патриарх Кирил в България за националния празник 3 март през 2018 година той обвързва македонския църковен въпрос с украинския и се обявява за решаването му едностеанно от Сръбската църква и против решаването му на междуправославна основа с участието на Вселенската патриаршия по модела на Украинския църковен въпрос.
На 14 май 2018 г. Българската православна църква реши да откаже поканата от Македонската православна църква за участие в тържествата по случай 1000-годишнината от създаването на Охридската архиепископия. Те също отказаха да изпратят свой представител на тържеството.
В края на май 2018 г. Константинополската Вселенска патриаршия обяви, че е приела искането от Скопие за проучване на каноничния статус на Охридската архиепископия.
На 20 юни 2023 година Православната охридска архиепископия се интегрира в МПЦ, като единият от архиереите на ПОА става викарен епископ на Скопската епархия, а за другите трима са образувани три нови епархии – Крушевско-Демирхисарската, Делядровско-Илинденската и Царевоселско-Каменишката.

## Организация
От 1999 година предстоятел на МПЦ е архиепископ Стефан. Той е начело на Светия Синод на МПЦ, който се състои от 10 митрополити и един викарен епископ. Диоцезът на МПЦ обхваща територията на Северна Македония и македонците от диаспората:
1. Скопска епархия
2. Тетовско-Гостиварска епархия
3. Кумановско-Осоговска епархия
4. Дебърско-Кичевска епархия
5. Преспанско-Пелагонийска епархия
6. Струмишка епархия
7. Брегалнишка епархия
8. Повардарска епархия
9. Крушевско-Демирхисарска епархия
10. Делядровско-Илинденска епархия
11. Царевоселско-Каменичка епархия

МПЦ има и четири задгранични епархии:
1. Американско-Канадска епархия
2. Европейска епархия
3. Австралийско-Новозеландска
4. Австралийско-Сиднийска епархия

Под управлението на МПЦ са над 2000 църкви и манастири. 12 от манастирите са действащи с над 100 монаси.

## Архиепископи
От основаването на църквата главите ѝ носят титлата архиепископ Охридски и Македонски.
| Титла       | Име       | Години на управление |
| ----------- | --------- | -------------------- |
| Архиепископ | Доситей   | 1967 – 1981          |
| Архиепископ | Ангеларий | 1981 – 1986          |
| Архиепископ | Гаврил    | 1986 – 1993          |
| Архиепископ | Михаил    | 1993 – 1999          |
| Архиепископ | Стефан    | 1999 –               |

## Полемика
Освен че не е призната от нито една друга православна църква, Македонската православна църква в последно време открито подкрепя теорията за антично-македонското културно-етническо потекло на гражданите на Северна Македония. Видни македонски публицисти критикуват практиката на МПЦ за освещаване на църкви с фрески на многобожци и сравняват тази теория на МПЦ с политиката на гръцката пропаганда от времето на Каравангелис.

### Отношения с Българската православна църква
През май 2014 г. на празника на Св. св. Кирил и Методий в София, МПЦ – ОА и Българската православна църква за първи път заедно празнуват светите братя с литургия в катедралата „Свети Александър Невски“, където присъстват българският патриарх Неофит и македонският архиепископ Стефан, заедно с епископите Наум и Климент. От особено значение е, че по време на литургията македонските владици са били в олтара на храма, а допълнително уважение към МПЦ е изказано и с това, че на архиепископ Стефан е позволено със светия кръст да благослови и от името на МПЦ.
На 18 ноември 2017 г. в предаването „Вяра и общество с Горан Благоев“ по БНТ, се представя писмо на Македонската епископия до Българската патриаршия, в което заявява, че Светият синод на Македонската православна църква е готов да признае Българската църква за църква-майка, ако тя признае македонската църковна независимост. За първи път Македонската архиепископия говори за своя църква-майка, за първи път тя официално споменава, че това е БПЦ. Писмото е изпратено от Светия синод на Македонската църква на 9 ноември. От Светия синод дотогава не са коментирали наличието на такова писмо, което започва да поражда съмнения за намеренията на владиците.
След противоречивите сигнали по повод на предложеното в писмото, през следващите дни синодът е подложен на обществен натиск и демонстрации в подкрепа на приемане на предложението на МПЦ. На свое заседание на 27 ноември Светият синод излиза с неясно решение с което нито приема, нито отхвърля предложението на МПЦ – БПЦ да стане „майка“ на македонската църква. Синодът решава да съдейства за установяването на канонически статут на Македонската православна църква, като определя за целта специална архиерейска комисия, която да води преговори с Македонската православна църква и останалите Поместни православни църкви за уреждане на проблема. Междувременно започват да се пораждат съмнения за руски натиск в дейността на БПЦ по този въпрос. В този натиск според анализатори се крие причината БПЦ да протака своите действия по реализация на искането да стане Църква-майка на Македонската.
На 22 февруари 2018 г. руският външен министър Сергей Лавров обвинява МПЦ в политически игри и разкол, спрямо Сръбската православна църква и заявява, че Македонската църква няма право на самостоятелност. Същите обвинения са отправени и към Църквите на Украйна и Черна гора. Няколко дни по-късно помощник на руския патриарх предупреждава Българската църква да не тласка македонската към разкол, както и че македонската православна църква трябва да реши проблема си с диалог със сръбската, а Българската православна църква трябва да изрази позиция, солидарна с тази на Белград.
На свое заседание на 14 май 2018 г. Св. синод взима решение, че българска църковна делегация няма да участва на тържествата по случай 1000 години от създаването на Охридската архиепископия, за което е получена покана от МПЦ. Появява се и неофициална информация, че на същото заседание на Св. синод на практика окончателно е отхвърлено искането на МПЦ, българската да ѝ стане майка. Освен това е решено, че ще се преустанови дейността на специално създадената за тази цел в края на 2017 г. комисия, оглавявана от старозагорския владика Киприян. Твърди се също, че тези решения са взети след визита и препоръки на руския лобист генерал Решетников в България и негови срещи в Св. Синод, като така Синодът на практика обслужва руските църковни интереси на Балканите.
На 13 декември 2022 г. Св. Синод на Българската православна църкв признава за автокефална Църквата на Северна Македония, но отказва да признае Православната църква на Украйна, отцепила се от Руската православна църква. Тези решения са взети след провалено заседание планирано за 8 декември, което е отложено заради спешна визита на Волколамския митрополит Антоний, заместник на московския патриарх Кирил. Смята се, че тези противоречиви решения са следствие от посещението на Антоний и указанията, които той е дал на българските клирици. Така Българската православна църква продължава да се държи и да действа като протагонист на руското влияние на Балканите.
В средата на септември 2023 година  македонски медии съобщават, че председателят на руското подворие в София архим. Васиан Змеев е получил забрана за влизане в РСМ. Според неофициална информация Змеев координира цялата политика на МПЦ-ОА по отношение на нейната църковна дипломация през последната година, което е довело до застой в отношенията с Вселенската патриаршия по въпроса за предоставяне на автокефалията на МПЦ-ОА. Две седмици по-рано президентът Пендаровски съобщава, че службите там са получили информация, че членове на Св. Синод на МПЦ работят в полза на руските тайни служби. Това предизвиква реакция в България относно пасивността на българските тайни служби и липсата на адекватни действия. Няколко дни по-късно Змеев и още двама руски свещеници са експулсирани от София за шпионаж в полза на Русия.